# Сучанун Віратпрасерт
Сучанун Віратпрасерт (нар. 1 січня 1983) — колишня таїландська тенісистка.
Найвищу одиночну позицію світового рейтингу — 172 місце досягла 9 серпня 2004, парну — 357 місце — 9 лютого 2004 року.
Здобула 9 одиночних та 6 парних титулів.
Завершила кар'єру 2013 року.

## Фінали ITF
| турніри $100,000 |
| турніри $75,000  |
| турніри $50,000  |
| турніри $25,000  |
| турніри $10,000  |

### Одиночний розряд: 14 (9–5)
| Результат | Ранг | Дата              | Турнір                   | Покриття | Суперниця               | Рахунок       |
| --------- | ---- | ----------------- | ------------------------ | -------- | ----------------------- | ------------- |
| Перемога  | 1.   | 18 жовтня 1999    | Джакарта, Індонезія      | Тверде   | Іраваті Іскандар        | 6–4, 6–1      |
| Перемога  | 2.   | 20 серпня 2000    | Нонтхабурі, Таїланд      | Тверде   | Чон Мі Ра               | 7–5, 1–6, 6–1 |
| Перемога  | 3.   | 18 листопада 2001 | Повіт Хайбара, Японія    | Трава    | Сатіе Умехара           | 6–3, 5–7, 6–4 |
| Перемога  | 4.   | 16 лютого 2003    | Ченнаї, Індія            | Тверде   | Ферена Беллер           | 6–2, 6–2      |
| Поразка   | 5.   | 10 серпня 2003    | Нонтхабурі, Таїланд      | Тверде   | Чжуан Цзяжун            | 2–6, 1–6      |
| Перемога  | 6.   | 31 серпня 2003    | Нью-Делі, Індія          | Тверде   | Ху Чін-Бі               | 6–2, 6–4      |
| Перемога  | 7.   | 14 вересня 2003   | Бенгалуру, Індія         | Трава    | Мегга Вакарія           | 6–2, 6–1      |
| Поразка   | 8.   | 29 лютого 2004    | Бендіго, Австралія       | Тверде   | Шахар Пеєр              | 4–6, 5–7      |
| Перемога  | 9.   | 18 вересня 2004   | Хошимін, В'єтнам         | Тверде   | Гульнара Фаттахетдінова | 6–4, 6–0      |
| Поразка   | 10.  | 13 червня 2004    | Пекін, КНР               | Тверде   | Лі На                   | 2–6, 4–6      |
| Поразка   | 11.  | 29 травня 2005    | Шанхай, КНР              | Тверде   | Даніела Кікс            | 6–7(6), 3–6   |
| Поразка   | 12.  | 3 серпня 2008     | Обіхіро, Японія          | Килим    | Кіміко Дате             | 3–6, 6–7(5)   |
| Перемога  | 13.  | 14 вересня 2008   | НАТО, Японія             | Килим    | Куміко Їдзіма           | 6–4, 6–4      |
| Перемога  | 14.  | 6 вересня 2009    | Цукуба (Ібаракі), Японія | Тверде   | Нара Курумі             | 6–3, 6–4      |

### Парний розряд: 8 (6–2)
| Результат | Ранг | Дата           | Турнір                   | Покриття | Партнерка              | Суперниці                             | Рахунок             |
| --------- | ---- | -------------- | ------------------------ | -------- | ---------------------- | ------------------------------------- | ------------------- |
| Поразка   | 1.   | 24 лютого 2002 | Мумбаї, Індія            | Тверде   | Чжао Сяохань           | Аннабел Блов Домініка Лузарова        | 4–6, 3–6            |
| Перемога  | 2.   | 13 жовтня 2002 | Хайфа, Ізраїль           | Тверде   | Леоні Мюллер ван Моппе | Жужанна Бабош Барбара Поца            | 6–3, 6–3            |
| Перемога  | 3.   | 25 травня 2003 | Префектура Ґумма, Японія | Трава    | Куміко Їдзіма          | Накамура Айко Макі Арай               | 4–6, 7–5, 6–4       |
| Перемога  | 4.   | 17 травня 2008 | Бангкок, Таїланд         | Тверде   | Напапорн Тонгсалі      | Діяра Саїдходжаєва Альбіна Хабібуліна | 1–6, 7–6(3), [10–8] |
| Перемога  | 5.   | 31 серпня 2008 | Нонтхабурі, Таїланд      | Тверде   | Томоко Докей           | Ґо Чжи-Сянь Ї Ян                      | 6–4, 6–2            |
| Перемога  | 6.   | 14 червня 2009 | Бангкок, Таїланд         | Тверде   | Варатчая Вонгтінчай    | Томоко Докей Yoo Mi                   | 6–3, 6–1            |
| Перемога  | 7.   | 26 червня 2009 | Бангкок, Таїланд         | Тверде   | Варатчая Вонгтінчай    | Томоко Докей Yoo Mi                   | w/o                 |
| Поразка   | 8.   | 1 липня 2013   | Бангкок, Таїланд         | Тверде   | Напапорн Тонгсалі      | Лу Цзясян Лу Цзяцзін                  | 4–6, 4–6            |